# Vespa curvipes
Vespa curvipes är en getingart som beskrevs av Christ 1791. Vespa curvipes ingår i släktet bålgetingar, och familjen getingar. Inga underarter finns listade i Catalogue of Life.